# Міністр інфраструктури, транспорту та мереж Греції
Міністр інфраструктури, транспорту та мереж Греції (грец. Υπουργείο Υποδομών, Μεταφορών και Δικτύων) — очільник Міністерства інфраструктури, транспорту та мереж Греції, створеного 7 жовтня 2009 року, після того як Міністерство охорони навколишнього середовища, територіального планування і громадських робіт Греції увійшло до складу Міністерства транспорту і комунікацій, а натомість почало діяти Міністерство охорони навколишнього середовища, енергетики та змін клімату Греції.
21 червня 2012 року міністерство об'єднано із Міністерством економіки у Міністерство розвитку, конкурентоспроможності, інфраструктури, транспорту та мереж.

## Список міністрів
| Ім'я                    | Початок повноважень | Кінець повноважень | Партія          |
| ----------------------- | ------------------- | ------------------ | --------------- |
| Георгіос Мілонас        | 26 липня 1974       | 9 жовтня 1974      | Нова Демократія |
| Георгіос Левентіс       | 9 жовтня 1974       | 21 листопада 1974  | Нова Демократія |
| Георгіос Воянтзіс       | 21 листопада 1974   | 28 листопада 1977  | Нова Демократія |
| Александрос Пападоґонас | 28 листопада 1977   | 10 травня 1980     | Нова Демократія |
| Георгіос Панайотопулос  | 10 травня 1980      | 21 вересня 1981    | Нова Демократія |
| Евангелос Яннопулос     | 21 жовтня 1981      | 5 липня 1982       | ПАСОК           |
| Ніколаос Акрітідіс      | 5 липня 1982        | 21 вересня 1984    | ПАСОК           |
| Іоанніс Пападоніколакіс | 21 вересня 1984     | 5 червня 1985      | ПАСОК           |
| Георгіос Пападімітріу   | 26 липня 1985       | 31 жовтня 1986     | ПАСОК           |
| Константінос Бантувас   | 31 жовтня 1986      | 22 червня 1988     | ПАСОК           |
| Георгіос Пецос          | 22 червня 1988      | 18 листопада 1988  | ПАСОК           |
| Іоанніс Хараламбус      | 18 листопада 1988   | 2 липня 1989       | ПАСОК           |
| Ніколаос Ґелестатіс     | 2 липня 1989        | 12 жовтня 1989     | Нова Демократія |
| Георгіос Нуцопулос      | 12 жовтня 1989      | 23 листопада 1989  | ПАСОК           |
| Акіс Цохатзопулос       | 23 листопада 1989   | 13 лютого 1990     | ПАСОК           |
| Георгіос Нуцопулос      | 13 лютого 1990      | 11 квітня 1990     | ПАСОК           |
| Ніколаос Ґелестатіс     | 11 квітня 1990      | 3 грудня1992       | Нова Демократія |
| Теодорос Анагностопулос | 3 грудня1992        | 13 жовтня 1993     | Нова Демократія |
| Іоанніс Хараламбус      | 13 жовтня 1993      | 8 липня 1994       | ПАСОК           |
| Теодорос Пангалос       | 8 липня 1994        | 15 вересня 1994    | ПАСОК           |
| Атанасіос Цурас         | 15 вересня 1994     | 15 вересня 1995    | ПАСОК           |
| Евангелос Венізелос     | 15 вересня 1995     | 22 січня 1996      | ПАСОК           |
| Харіс Кастанідіс        | 22 січня 1996       | 2 вересня 1997     | ПАСОК           |
| Тасос Мантеліс          | 2 вересня 1997      | 13 квітня 2000     | ПАСОК           |
| Христос Вереліс         | 13 квітня 2000      | 7 березня 2004     | ПАСОК           |
| Міхаліс Ліапіс          | 10 березня 2004     | 19 вересня 2007    | Нова Демократія |
| Костіс Хадзідакіс       | 19 вересня 2007     | 6 січня 2009       | Нова Демократія |
| Евріпідіс Стиліанідіс   | 7 січня 2009        | 7 жовтня 2009      | Нова Демократія |
| Дімітріс Реппас         | 14 жовтня 2009      | 17 червня 2011     | ПАСОК           |
| Янніс Рагусіс           | 17 червня 2011      | 11 листопада 2011  | ПАСОК           |
| Макіс Ворідіс           | 11 листопада 2011   | 17 травня 2012     | Нова Демократія |
| Сімос Сімопулос         | 17 травня 2012      | 21 червня 2012     | безпартійний    |